# Saudi Aramco
Saudi Aramco (in arabo  أرامكو السعودية‎?) è la compagnia nazionale saudita di idrocarburi (il nome deriva dalla contrazione di Arabian American Oil Company). Con una produzione di più di 10 milioni di barili al giorno, Saudi Aramco è tra le più grandi compagnie petrolifere al mondo e il più importante finanziatore del governo saudita. Al 2023 ha registrato ricavi per oltre 600 miliardi di dollari, diventando la 2º compagnia al mondo per fatturato, secondo l'elenco Fortune Global 500 dello stesso anno, e alla 2ª posizione delle compagnie più influenti al mondo della Forbes Global 2000. Dal 2020 è global partner del Campionato mondiale di Formula 1.
Secondo un'inchiesta del Guardian, Saudi Aramco risulterebbe inoltre essere l'azienda più inquinante al mondo per emissioni di carbonio. 

## Storia
La storia di Saudi Aramco comincia il 29 maggio 1933, quando il governo saudita firma un accordo di concessione con la Standard Oil of California (Socal) che gli permette di fare delle prospezioni petrolifere in Arabia Saudita. Standard Oil of California trasmette questa concessione a una delle sue filiali chiamata California-Arabian Standard Oil.
Nel 1936, non avendo ottenuto alcun successo, la Texas Oil Company acquista il 50 % della concessione. Dopo quattro lunghi anni di ricerca infruttuosa, la compagnia scopre il primo giacimento a Dhahran nel 1938, il pozzo è chiamato « Dammam number 7 ». Il nome della compagnia cambia nel 1944 e diventa Arabian American Oil Company (o Aramco).
Nel 1948, Standard Oil of California e Texas Oil Company accolgono un nuovo partner; la Standard Oil of New Jersey acquista il 30 % di Aramco, e Socony Vacuum ne acquista il 10 %, lasciando così una parte uguale del 30 % a Standard Oil of California e Texas Oil Company. Nel 1973 il governo saudita acquista una parte del 25 % di Aramco, per aumentarla al 60 % nel 1974 e finalmente prenderne il pieno controllo nel 1980. Nel 1983, è stato nominato il primo presidente saudita della compagnia nella persona di Ali bin Ibrahim Al-Naimi. Nel 1988, la compagnia cambia il suo nome da Arabian American Oil Company in Saudi Arabian Oil Company (o Saudi Aramco).

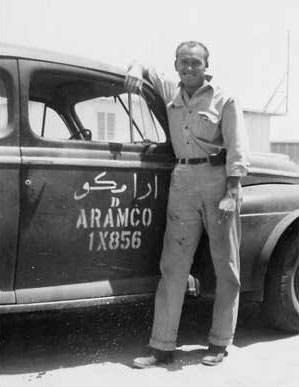
Un operaio della Aramco nel 1949

Nell'aprile 2018 il principe ereditario Mohammad bin Salman Al Sa'ud nomina nel board della compagnia una manager di grande esperienza, l'americana Lynn Laverty Elsenhans, vent'anni alla Royal Dutch Shell e quindi alla guida delle raffinerie Sunoco, salvandole dal fallimento. È la prima donna in assoluto a sedere nel board di undici persone di Aramco. È affiancata da altri due americani: Peter Cella, ex CEO della Chevron Philips Chemicals, e Andrew Liveris, presidente di DowDuPont.
L'obiettivo è di portare il colosso petrolifero verso gli standard di mercato occidentali in vista della quotazione, annunciata dal principe ancora nel 2016, ma con pochi progressi.
Uno studio pubblicato nel 2019 ha mostrato che la Saudi Aramco nel periodo 1965-2017 è stata la società con le emissioni più elevate al mondo con 59,26 miliardi di tonnellate di CO₂ equivalente.
L'11 maggio 2022, Saudi Aramco ha superato la Apple come la più grande azienda quotata in borsa al mondo per capitalizzazione di mercato, dopo che un aumento delle azioni del produttore di petrolio ha superato i 2 400 miliardi di dollari. Con questo, la capitalizzazione di mercato della Aramco si è attestata a 9,1 miliardi di riyal (2 430 miliardi di dollari).
Al giugno 2024 risulterebbe essere la quarta azienda al mondo per capitalizzazione. 

## Diffusione dati finanziari
A partire dalla sua nazionalizzazione nel 1976, Saudi Aramco non ha mai pubblicato informazioni relative alle sue prestazioni finanziarie. Tuttavia, nell'Aprile del 2018 l'agenzia di stampa Bloomberg News è venuta in possesso di alcuni dati sulle performance economiche della società saudita, i quali la indicherebbero come la società più profittevole al mondo con 33,8 miliardi di dollari di utile netto registrati nei primi sei mesi del 2017. Come termini di paragone Apple, seconda società più profittevole al mondo, ha registrato nello stesso periodo utili per 28,9 miliardi, mentre ExxonMobil e Royal Dutch Shell, diretti concorrenti di Saudi Aramco, per 7,4 miliardi. A seguito della diffusione di questi dati, la compagnia ha comunicato che essi non sono attendibili e che non intende commentare la sua situazione finanziaria e fiscale.
Secondo Forbes al 2020 l'attivo dello stato patrimoniale della compagnia è di oltre 510 miliardi di dollari e una capitalizzazione azionaria di 1,9 bilioni di dollari.
Al 31 dicembre 2021 l'utile netto è salito a 109,385 miliardi di dollari, dai 49 miliardi dell'anno prima.
La compagnia, nel marzo 2023, ha annunciato l'utile netto al 31 dicembre 2022, pari a 161,1 miliardi di dollari.
| Anno | Riserve (miliardi di barili BOE) | Riserve di gas (miliardi di piedi³) | Produzione di petrolio (milioni di barili all'anno) | Produzione di petrolio (milioni di barili al giorno) | Ricavi (× miliardi di USD) | Utile netto (× miliardi di USD) |
| ---- | -------------------------------- | ----------------------------------- | --------------------------------------------------- | ---------------------------------------------------- | -------------------------- | ------------------------------- |
| 2005 | 259.8                            | 239.500                             | 3308                                                | 9.1                                                  |                            |                                 |
| 2006 | 259,9                            | 248.500                             | 3252                                                | 8,9                                                  |                            |                                 |
| 2007 | 259,9                            | 253.800                             | 3114                                                | 8,5                                                  |                            |                                 |
| 2008 | 259,9                            | 263.000                             | 3266                                                | 8,9                                                  |                            |                                 |
| 2009 | 260,1                            | 275.200                             | 2888                                                | 7,9                                                  |                            |                                 |
| 2010 | 260,1                            | 279.000                             | 2877                                                | 7,9                                                  |                            |                                 |
| 2011 | 259,7                            | 282.600                             | 3320                                                | 9,1                                                  |                            |                                 |
| 2012 | 260,2                            | 284.800                             | 3470                                                | 9,5                                                  |                            |                                 |
| 2013 | 260,2                            | 288.400                             | 3430                                                | 9,4                                                  |                            |                                 |
| 2014 | 260,1                            | 294.000                             | 3470                                                | 9,5                                                  |                            |                                 |
| 2015 | 261,6                            | 297.600                             | 3708                                                | 10,2                                                 |                            |                                 |
| 2016 | 260,8                            | 298.700                             | 3828                                                | 10,5                                                 |                            |                                 |
| 2017 | 260,8                            | -                                   | 3710                                                | 10,2                                                 | 224,1                      | 75,5                            |
| 2018 | 256,9                            | -                                   | 3750                                                | 10,3                                                 | 315,2                      | 111,0                           |
| 2019 | 258,6                            | -                                   | 3620                                                | 9,9                                                  | 294,8                      | 88,2                            |
| 2020 | 255,2                            | -                                   | 3360                                                | 9,2                                                  | 204,8                      | 49,0                            |
| 2021 | 253,6                            | -                                   | 3360                                                | 9,2                                                  | 400,4                      | 110,0                           |
| 2022 | 258,8                            | -                                   | -                                                   | -                                                    | 604,4                      | 161,0                           |